# کبوتر پیشانی‌خاکستری
کبوتر پیشانی‌خاکستری (نام علمی: Leptotila rufaxilla) نام یک گونه از تیره کبوتر است.